# Список президентів Ботсвани
Президент Ботсвани — голова держави Республіки Ботсвана.
|   | Ім'я                  | Фото | Початок повноважень | Завершення повноважень |
| - | --------------------- | ---- | ------------------- | ---------------------- |
| 1 | Серетсе Кхама         |      | 30 вересня 1966     | 13 липня 1980          |
| 2 | Кветт Кетуміле Масіре |      | 13 липня 1980       | 31 березня 1998        |
| 3 | Фестус Могає          |      | 1 квітня 1998       | 1 квітня 2008          |
| 4 | Ян Кхама              |      | 1 квітня 2008       | 1 квітня 2018          |
| 5 | Мокгвітсі Масісі      |      | 1 квітня 2018       | 1 листопада 2024       |
| 6 | Дума Боко             |      | 1 листопада 2024    | нині                   |